# Trichothyriomyces
Trichothyriomyces is een monotypisch geslacht in de familie Microthyriaceae. Het bevat alleen Trichothyriomyces notatus.